# Campoplex triannulatus
Campoplex triannulatus là một loài tò vò trong họ Ichneumonidae.